# Kyokō Suiri
Kyokō Suiri (虚構推理 Kyokō Suiri?, también conocida en inglés como In/Spectre) es una novela japonesa de 2011 publicada por Kōdansha y escrita por Kyo Shirodaira con ilustraciones de Hiro Kyohara y desde el volumen 2, de Chasiba Katase. Una adaptación a manga con arte de Chasiba Katase se ha serializado desde abril de 2015 en la revista de manga shōnen de Kōdansha Shōnen Magazine R y desde octubre de 2019 también en Gekkan Shōnen Magazine. Ha sido recopilada en veintitrés volúmenes tankōbon. Una adaptación a serie de anime producida por Brain's Base se estrenó el 11 de enero de 2020. Una segunda temporada se estrenó el 8 de enero de 2023.

## Sinopsis
Kotoko Iwanaga es una adolescente que, cuando era niña, fue secuestrada por unos Yōkai, los cuales le quitaron su ojo derecho y su pierna izquierda, a cambio de nombrarla como su "Diosa de la Sabiduría". Como tal, actúa de mediadora en los problemas de los Yōkai para solucionarlos.
Un día, ella conoce a Kurou Sakuragawa, un peculiar chico el cual había salido de una relación hace un tiempo debido un incidente donde un Yōkai sale huyendo horrorizado de la presencia de Kurou, lo cual hace que, su antigua novia, quien estaba presente en ese momento, termine con él debido al miedo. Kurou es en realidad un Híbrido Humano-Yōkai, con habilidades especiales y muy peculiares.
Kotoko lo conoce en el Hospital cuando este va al Hospital a visitar a su prima. Ella se enamora y se le confiesa, la cual, él termina aceptando.
La historia narra los casos en los que Kotoko y Kurou, que , quien la ayuda con ello, intentan resolver y dar una solución efectiva a los problemas de los Yokai, para mantener la paz tanto como en los Yōkai como en el mundo Humano.

## Personajes

### Personajes principales
Kotoko Iwanaga (岩永 琴子 Iwanaga Kotoko?)
 Seiyū: Akari Kitō
Kotoko es la protagonista de la historia, es la "Diosa de la Sabiduria", una chica adolescente con apariencia de niña cuyo ojo derecho y pierna izquierda fueron removidos por los Yōkai a cambio de que ella se convirtiese en su Diosa de la Sabiduría, una mediadora de problemas de los Yōkai. Kotoko es una chica muy inteligente, siendo capaz de analizar todos los casos con los que se encuentra de manera precisa para encontrar una solución efectiva, incluso en los problemas más difíciles. Ella está enormemente enamorada de Kuro, hasta el punto en el que se pone muy celosa si la ve cerca de su exnovia, Saki.
Kurō Sakuragawa (桜川 九郎 Sakuragawa Kurō?)
 Seiyū: Mamoru Miyano
Kurou es el deuteragonista de la historia y el novio de Kotoko. Es una persona amable, sosegada, seria y tranquila, y aunque en un principio muestra un gran desinterés por Kotoko (pese a ser su novio), más adelante se muestran sus verdaderos sentimientos hacía ella, demostrando que de verdad la quiere. Los Yōkai suelen huir de él o tenerle mucho miedo, ya que lo consideran un monstruo y un ser totalmente aterrador debido a la clase de criatura que es y sus habilidades.
Kurou pertenece a una familia que durante generación tras generación buscaba la habilidad de "Predecir el Futuro sin Morir", mediante el método de consumir tanto carne de Ningyo (Sirena) como carne de Kudan, dos yōkai los cuales el primero tiene la habilidad de Inmortalidad y el segundo tiene la habilidad de predecir el futuro. Al consumir la carne de dichas criaturas, las habilidades de estas pasan al humano consumidor de su carne. Sin embargo, el método no solía funcionar y los miembros de la familia Sakuragawa morían al consumir la carne, hasta que tanto Kurou como su prima Rikka fueron los únicos en sobrevivir y poder utilizar ambas habilidades sin problema alguno, debido a eso, ambos se transforman en una especie de híbrido Humano-Yokai. Cuando esto sucede, Kurou gana las habilidades de Regeneración Instantánea, Inmortalidad, y ver el futuro.
Kurou vivía una vida relativamente normal con su anterior novia, Saki Yumihara, hasta que un día, Kurou y ella se encuentran con un Yōkai que huye aterrorizado de Kurou, por lo que Saki decide terminar su relación. Tiempo después, Kotoko, quién se enamoró de él cuando lo conoció en un hospital, se le confiesa y él acepta ser su novio. Siempre suele ayudar a Kotoko a resolver los problemas de los Yōkai.
Saki Yumihara (弓原 紗季 Yumihara Saki?)
 Seiyū: Misato Fukuen
Saki es una oficial de Policía y la Exnovia de Kurou, es una persona muy tranquila, pero que es muy sensible con respecto a temas sobrenaturales, en un principio tiene una especie de Rivalidad/Enemistad con Kotoko, y dice que no puede creer el hecho de que una chica como ella, que no es del tipo de chica que es el tipo de Kurou, este con él. Sin embargo, ambas empiezan a llevarse mejor a lo largo del caso de la Dama de Acero. Actualmente, ya no tiene sentimientos románticos por Kurou.
Karin Nanase (七瀬 かりん Nanase Karin?)
 Seiyū: Sumire Uesaka
Nanase era una chica de pecho enorme que trabajaba como Idol, pero que más tarde, después de su misteriosa muerte, aparece supuestamente transformada en un fantasma que ataca y mata a las personas con una barra de hierro y sin un rostro aparente, pero con su cuerpo de cuando estaba viva. Solía tener una vida difícil por distintos problemas personales, con lo cual dio el resultado de acabar "suicidándose", dejándose golpear por una barra de metal, un día que ella fumaba por la noche en una zona de construcción por casualidad. Se la puede considerar una de las principales antagonistas de su propio arco, junto a Rikka Sakuragawa.
Rikka Sakuragawa (桜川 六花 Sakuragawa Rikka?)
 Seiyū: Mayumi Sako
Rikka es la prima de Kurou, y la única además de él en sobrevivir al método de consumo de carne de Ningyo y Kudan para obtener las habilidades de Inmortalidad y Predecir el futuro. En un principio se revela que Rikka estaba internada en un hospital hasta que la dieron de alta y se fue a vivir con Kotoko, luego del Arco de la Dama de Acero de Nanase (Arco de las cuales ella fue la principal antagonista), se revela que ella en realidad busca crear un Dios que pueda convertirla en un ser humano normal, y dejar de ser un híbrido Humano-Yokai. Debido a esto, Kurou, quien ya aceptó a su propio ser y su propia "Normalidad", y Kotoko, buscan detenerla. Parece ser el tipo de chica que le gusta a Kurou, ya que se mostraba algo sonrojado en algunas ocasiones, antes de que éste conociese a Kotoko.
Detective Terada (寺田刑事?)
 Seiyū: Kenji Hamada
Era uno de los detectives de policía más importantes, parecía tener cierta atracción hacia Saki, quien era su compañera, más tarde, es brutalmente asesinado por el Fantasma Dama de Acero Nanase, cuando ésta intenta atacarlo en una gasolineria en la noche, aplastandole la cabeza con su Viga de Acero.
Masayuki Muroi (室井昌幸 Muroi Masayuki?)
 Seiyū: Makoto Furukawa
Un hombre de 32 años de aspecto rudo que ha caído en la desconfianza. Once años atrás, cuando estaba a punto de ser asesinado por su mejor amigo en las montañas nevadas, una Yuki-Onna lo salvó accidentalmente. Después de graduarse de la universidad, comenzó un negocio, se casó a la edad de 29 años y vivió una vida plena, pero su esposa intentó asesinarlo para quedarse con su dinero y casarse con un amante, por lo que Masayuki se divorcia de ella. Además, se vio obligado a dejar su cargo de presidente de su empresa después de ser traicionado por sus colegas. Después de eso, se mudó al pie de la montaña donde se reencuentra con la mujer de las nieves. Cuatro meses después de haberse mudado, Masayuki se entera por medio de la policía que su exesposa Miharu Harada había sido asesinada y que es sospechoso del crimen. Al encontrarse con Kotoko, ella le revela que una ex-empleada de la empresa llamada Nagisa Iizuka fue la asesina de Miharu.
Miharu Harada (原田美春 Muroi Masayuki?)
 Seiyū: Kaori Motoyama
La exesposa de Masayuki. Debido a la soledad que sentía a causa del trabajo de Masayuki, Miharu le fue infiel. Con el fin de quedarse con el dinero de la empresa y casarse con su amante, Miharu intentó asesinar a Masayuki, pero falló y los dos se divorcian. Con una parte del dinero que obtuvo por el divorcio, Miharu abrió una florería. Más adelante es asesinada por Nagisa Iizuka, una antigua empleada de la empresa de Masayuki.
Nagisa Iizuka (飯塚 渚 Iizuka Nagisa?)
 Seiyū: Saya Hirose
Una empleada que trabajaba en la empresa de Masayuki. Fue la única que era fiel a Masayuki cuando éste perdió la empresa y estuvo en contacto con él por un tiempo. Ella lo respetaba y lo amaba mucho a pesar de que estuvo casado y le molestó que Miharu le fuera infiel. Cuando Masayuki dejó la empresa, Nagisa quiso irse con él, pero le dijo a ella que se quedara, ya que no tenía la intención de encontrar un nuevo empleo ni de depender de Nagisa. Ella decidió contenerse y no acercársele para no volverse una molestia, pero al ver que la desconfianza de Masayuki hacia los demás lo tenía paralizado que lo llevó a estar encerrado, Nagisa recurrió al asesinato para desatascar la situación. Ella finge toparse con Miharu durante un viaje de negocios y le habla sobre Masayuki. Cuando las dos llegan a un lugar apartado bajo un puente, Nagisa mata a Miharu golpeándola en la cara con un martillo y altera la escena del crimen haciendo creer que Masayuki había cometido el asesinato. Todo esto para que Masayuki se sintiera desamparado y recurriera a Nagisa.

### Yōkai
Kappa (河童?)
 Seiyū: Yoshimitsu Shimoyama
Ochimusha (落武者?)
 Seiyū: Yoshimitsu Shimoyama
Ushi no Ayakashi (牛のあやかし?)
 Seiyū: Yoshimitsu Shimoyama
Yama no Ayakashi (山のあやかし?)
Seiyūs: Kaori Motoyama, Rena Maeda
Komainu (black) (狛犬(黒)?)
 Seiyū: Manami Hanawa
Komainu (white) (狛犬(白)?)
 Seiyū: Kaori Motoyama
Yōko (妖狐?)
Seiyūs: Kaori Motoyama, Manami Hanawa
Bakedanuki (化け狸?)
 Seiyū: Hiroki Gotō
Nushi no Orochi (ヌシの大蛇?)
 Seiyū: Kōki Miyata
Yosuzume (夜雀?)
 Seiyū: Rena Maeda
Kodama no Genichirō (木魂の源一郎?)
 Seiyū: Nobuo Tobita
Bakeneko (化け猫?)
 Seiyū: Haruka Ōminami
Yuki-Onna (雪女?)
 Seiyū: Aoi Yūki
Un youkai que vive en cierta montaña. Por lo general, usa un kimono y parece una "Yuki-onna", pero a veces usa ropa y finge ser una persona y camina en medio de la nada. Conoce a Masayuki, quien fue empujado hacia abajo por un amigo en una montaña nevada y se deslizó hacia abajo, y le salva la vida. Once años después, se reencuentra con Masayuki, quien se mudó allí, y desde entonces ha estado entrando y saliendo de una casa unifamiliar que Masayuki alquiló en las afueras de la ciudad.

## Contenido de la obra

### Novela
Una novela escrita por Kyo Shirodaira con ilustraciones de Hiro Kyohara comenzó en 2011 en Kodansha Novels de Kōdansha. En 2019, la serie cambió a Kōdansha Taiga y el ilustrador a Chasiba Katase, que ha continuado desde entonces. 

### Manga
Una adaptación a manga por Chasiba Katase comenzó originalmente en Shōnen Magazine R de Kōdansha en abril de 2015. En octubre de 2019, Kōdansha anunció que Shōnen Magazine R detendría su publicación impresa y sería una publicación solo digital, y con ello, también anunciaron que el manga se publicaría en Gekkan Shōnen Magazine junto con el lanzamiento digital en Shōnen Magazine R.
En la undécima (11) edición de este año (2021) de la revista Monthly Shonen Magazine no se incluyó un nuevo capítulo de la adaptación a manga de las novelas ligeras Kyokou Suiri (In/Spectre), a cargo de Chasiba Katase, debido a un declive en la salud del autor. La revista señaló que la obra se reanudará en la próxima edición, el 6 de noviembre (2021).
[La franquicia de Kyokou Suiri ya supera 4 millones de copias en circulación- octubre 2021] El cintillo de la novela ligera spin-off Kyokou Suiri: Iwanaga Kotoko no Junshin confirmó que la franquicia literaria basada en las novelas ligeras escritas por Kyo Shirodaira e ilustradas por Hiro Kiyohara y Chasiba Katase, Kyokou Suiri (In/Spectre), ha superado las 4 millones de copias en circulación acumuladas. 
El conteo incluye las copias digitales vendidas y las copias de la adaptación a manga, cuyo décimo sexto volumen será lanzado el 28 de febrero de 2022.

### Anime
El 14 de enero de 2019 se anunció una adaptación a serie de anime. Es producida por Brain's Base y dirigida por Keiji Gotoh, con Noboru Takagi escribiendo los guiones y Takatoshi Honda diseñando los personajes. Se estrenó del 11 de enero de 2020 al 28 de marzo de 2020 en TV Asahi, MBS y BS-NTV.  El tema de apertura es «Mononoke in the Fiction», interpretado por Uso to Chameleon, mientras que el tema de cierre es «Last Dance», interpretado por Mamoru Miyano. Crunchyroll coproduce y transmite la serie. Abarcó 12 episodios.
El 26 de noviembre de 2020, se anunció que la serie recibiría una segunda temporada que se planeaba estrenarse en octubre de 2022, pero luego se retrasó debido a razones desconocidas. Se estrenó el 8 de enero de 2023. El tema de apertura es «Yotogibanashi» (ヨトギバナシ?), interpretado por KanoeRana, mientras que el tema de cierre es «Invincible Love», interpretado por Mamoru Miyano.